# Nina Canell
Nina Canell (Växjö, 1979) è una scultrice e artista svedese.
Ha studiato al Dún Laoghaire Institute of Art, Design and Technology a Dublino, Irlanda. Momentaneamente vive e lavora a Berlino, Germania

## Opere
Nina Canell si interessa delle caratteristiche dei materiali e di oggetti di scarto, tenendo sempre conto della loro natura metaforica. Mettendo insieme forme materiali e forze immateriali, ad esempio elettricità, calore, umidità, legno, rame, plastica o vetro, crea opere che incarnano uno stato di continuo cambiamento, un processo. La pratica scultorea di Canell si concentra sul aspetto della trasformazione: i materiali o gli oggetti vengono o animati da un fattore esterno nell'installazione oppure sono il risultato di un processo che si é già concluso. Nonostante il protagonista delle opere sia spesso il fenomeno di modifica degli oggetti, anche il senso simbolico degli oggetti gioca un ruolo importante, con lo scopo di allargare lo sguardo sulla relazione tra esseri umani, oggetti ed eventi. L'uso di installazioni minimaliste amplifica questo aspetto; le opere sono poste in uno spazio che cerca di evitare qualsiasi forma di monumentalità.
Canell preferisce lavorare con materiali semplici, come travi di legno, fili, piccoli rami, semi di melone o unghie finte, cavi elettrici, tubi di rame e vasetti di vetro.
L'artista spesso collabora con Robin Watkins.

## Alcune Mostre
- 2020: Nina Canell: Dits Dans, Daniel Marzona art gallery, Berlino, Germania
- 2019: Nina Canell: Muscle Memory, Kunsthalle Baden-Baden, Germania
- 2019: Nina Canell: Drag-Out at 500 Capp Street Foundation, San Francisco
- 2018: Nina Canell: Energy Budget Archiviato il 24 ottobre 2020 in Internet Archive., S.M.A.K, Ghent, Belgio
- 2018: Nina Canell at Kunstmuseum St. Gallen, Switzerland
- 2017: Dolphin Dandelion, le Crédac, Centre d'art contemporain d'Ivry, Ivry-sur-Seine
- 2015: Mid-Sentence, Moderna Museet, Stoccolma
- 2013: Stray Warmings Archiviato il 5 aprile 2016 in Internet Archive., Midway Contemporary Art[6]
- 2013: Lautlos Archiviato l'8 ottobre 2015 in Internet Archive. com Rolf Julius, Nationalgalerie im Hamburger Bahnhof - Museum fur Gegenwart[1]
- 2012: Into the Eyes Ends of Hair Archiviato il 4 marzo 2016 in Internet Archive., Cubitt Gallery[7]
- 2012: Tendrils, Douglas Hyde Gallery[8]
- 2011: Ode to Outer Ends, Kunsthalle Fridericianum[1]
- 2010: Nina Canell: To Let Stay Projecting As A Bit Of Branch On A Log By Not Chopping It Off, Museum Moderner Kunst Stifung Ludwig Wien[9]
- 2009: Nina Canell: Five Kinds of Water Archiviato il 29 settembre 2018 in Internet Archive. , Kunstverein[10]
- 2009: Nina Canell: The New Mineral , Neuer Aachener Kunstverein[10]
- 2009: Nought to Sixty with Robin Watkins , Institute of Contemporary Arts London[1]